# تذكرني (رواية)
تذكرني هي عمل روائي للكاتبة الأمريكي ماري هيغينز كلارك.
يلفّ ذلك البيت الهادئ عند الجرف صمتٌ غامض، هدوءٌ لا تُقلقه سوى بعض الرؤى من زمن غابر، وبعض أصوات الأرواح التائهة منذ عشرات السنين، تراها مينلي وتسمعها، أو إنّها تعتقد ذلك. فهل تكون ما زالت تحت تأثير الانهيار العصبيّ الذي انتابها بعد فاجعة موت ابنها في حادث سيّارة؟.يحاول آدم مساعدتها وإنقاذ زواجهما المتعثّر، رغم انهماكه في قضيّة زوج منّهم بقتل عروسه. إلاّ أن الأرواح التائهة لا تستكين، والأصوات تعلو لتخطف معها آخر بقايا الثقة بين مينلي وكلّ من يحيطون بها، فالمكان والظرف تربة خصبة للتأويلات، والنوايا المستترة يغلّفها موجٌ ناصع الزبد...

## نبذة عن الكاتبة
روائية أمريكية ولدت في 24 ديسمبر العام 1927. تكتب هيغينز الروايات التشويقية. ولقد احتلت جميع كتبها، والبالغة 51 كتابا، قوائم الأكثر مبيعا في كل من الولايات المتحدة ومختلف الدول الأوروبية.

## وصلات خارجية
- صفحة رواية تذكرني على موقع جود ريدز